# Вімблдонський турнір 1885
Вімблдонський турнір 1885 — 9-й розіграш Вімблдону.  Турнір тривав з 4 до 17 липня. Змінилися правила жеребкування: відтепер гравці могли автоматично проходити далі тільки в першому раунді турніру, а на всіх інших стадіях усі обов'язково мали суперників. На Челендж-раунді були присутні 3500 глядачів. Усі торішні чемпіони захистили свої титули.

## Дорослі

### Чоловіки, одиночний розряд
Вільям Реншоу переміг  Герберта Лоуфорда, 7–5, 6–2, 4–6, 7–5.

### Жінки, одиночний розряд
Моуд Вотсон перемогла  Бланш Бінґлі, 6–1, 7–5.]

### Чоловіки, парний розряд
Вільям Реншоу /  Ернест Реншоу перемогли у фіналі пару  Клод Фаррер /  Артур Стенлі, 6–3, 6–3, 10–8.